# Eudulini
Eudulini  (лат.) — триба чешуекрылых насекомых семейства пядениц, подсемейства Larentiinae. Включает в себя три рода. Впервые были описаны Д. Хюбнером в 1823 году. Обитают преимущественно в Северной Америке.

## Список родо́в
- Eubaphe Hübner, 1823
- Eudule Hübner, 1823
- Eudulophasia Warren, 1897